# Arado Flugzeugwerke
Арадо флюгцойгверке (нім. Arado Flugzeugwerke GmbH) — німецька авіабудівна та інженерна компанія, зі штаб-квартирою в місті Варнемюнді, що діяла протягом 1925—45 років. Виробляла літаки, переважно військові, для потреб Люфтваффе. Найбільш відомі вироби — Ar 96, Ar 196, Ar 232, Ar 234 «Blitz».

## Історія створення компанії

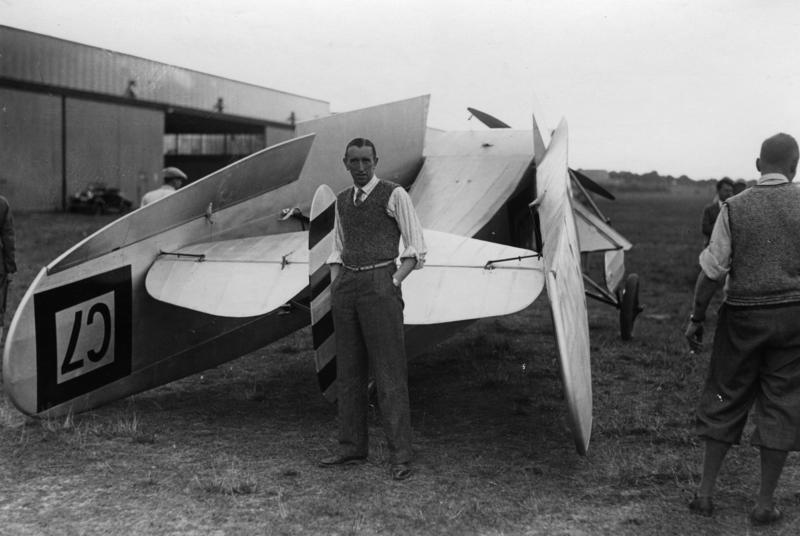
Теодор Остеркамп поруч з Arado L II. Берлін, Deutschlandflug, 1931

Літакобудівна компанія «Arado Handeis Gesellschaft GmbH» створена у 1925 на базі «Верфт Варнемюнде» (нім. Warnemünde Werft). У 1921, за підтримкою промисловця Гуго Стіннеса (нім. Hugo Stinnes, 12 лютого 1870—10 квітня 1924), корабельню було придбано Генріхом Люббе (нім. Heinrich Lübbe; 12 січня 1884, Нінбург-на-Везері—14 березня 1940, Берлін), котрий планував почати проєктування та виробництво літаків. Спочатку робота підприємства обмежувалася випуском невеликих човнів, яхт і фурнітури. У 1924 син німецького промислового магната — Герман Гуго Стиннес, більш відомий як Стиннес молодший (нім. Hermann Hugo Stinnes, 16 жовтня 1897—10 березня 1982), прийняв на посаду головного конструктора Вальтера Ретеля (нім. Walter Rethel, 1892—1977), що до того працював на заводі «Кондор флюгцойгверке» (нім. «Kondor Flugzeugwerke», заснована 15 червня 1912) під час Першої світової війни, а після її закінчення — у голландському «Фоккері» (нід. «Fokker»). Згодом, для будівництва літаків на експорт, заснував дочірню компанію в Югославії — «Ікарус» (нім. «Icarus»), з авіаскладальним заводом у Новому Саді під Белградом, що належала, вже на той час збанкрутілому, концерну «Stinnes». У серпні того ж року «Арадо» стала офіційним господарем вернемюндскіх доків.
У 1933 Герман Гуго Стиннес емігрував і Генріх Люббе перебрав на себе управління підприємством.
Компанія була основним постачальником винищувачів та навчальних літаків до нових Люфтваффе у міжвоєнний період, отримувала таємну підтримку від Головного штабу авіації Рейхсверу. З приходом до влади у Німеччині Гітлера, було розпочато масштабне переозброєння Німеччини — «Арадо» почав отримувати значні державні замовлення. У 1933 до компанії на посаду технічного директора, переходить Вальтер Блюме (нім. Walter Blume, 10 січня 1896—27 травня 1964), замінивши Вальтера Ретеля, котрий пішов до «Байеріше флюгцойгверке».
Капітал, вкладений в компанію, був порівняно невеликий, що зажадало великих фінансових вливань від німецького уряду. В підсумку, 4 березня 1933, компанія була перейменована на «Арадо флюгцойгверке» та опинилася під контролем Імперського міністерства авіації. У 1936 RLM наполягає на тому, щоб Люббе приєднався до НСДАП, а коли той відмовився, був заарештований і примушений продати компанію державі.

## Виробництво літаків

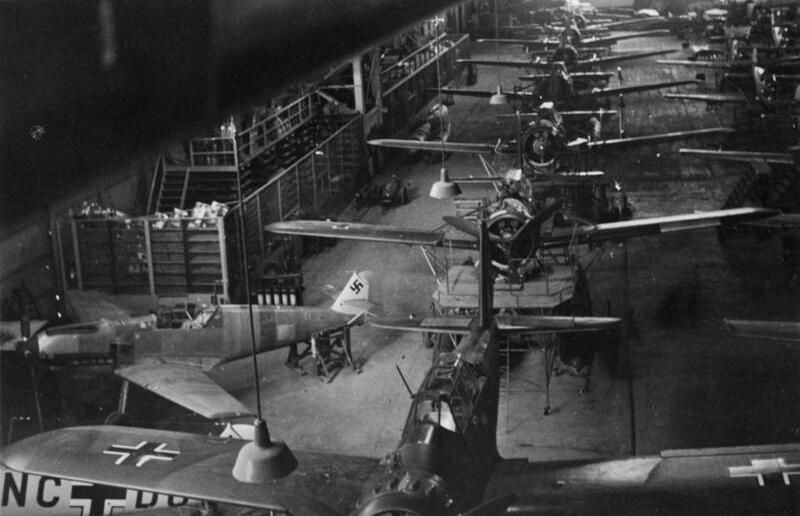
Ar 196 на конвеєрі в Росток-Варнемюнді, 1939

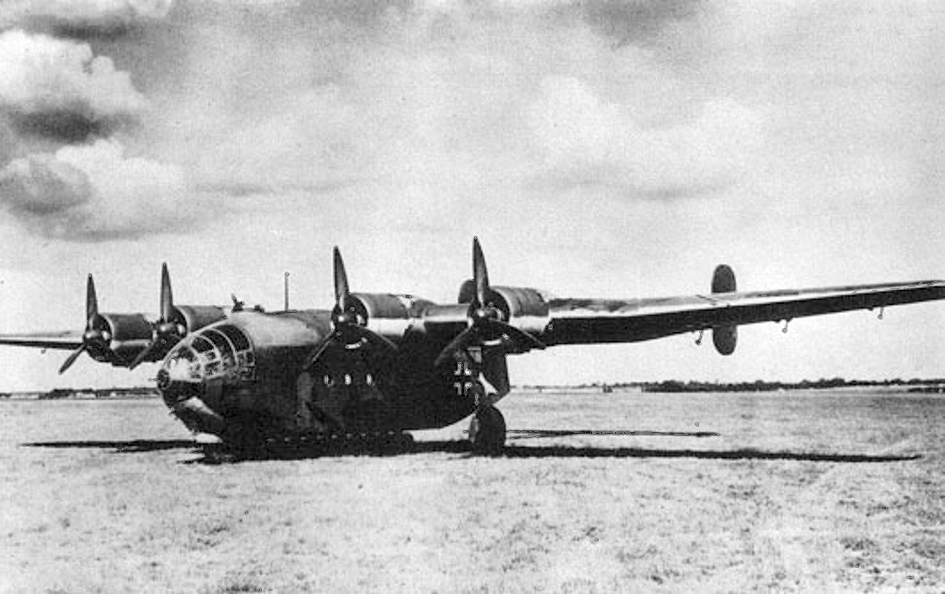
Ar 232

У 1925 були вироблені двомісні біплани для посиленої льотної підготовки SC I і SC II. У 1928 з'явився поліпшений варіант літака початкової підготовки S III. Цей рік став вельми продуктивним для фірми в Варнемюнде: одночасно зробили свої перші польоти поплавковий навчальний W 2, одномісний винищувач SD I і чотиримісний моноплан V 1. Останній проходив випробування в «Люфтганзі» як поштовий літак і провів кілька успішних далеких перельотів. У 1929 були випущені одномісні винищувачі SD II і SD III, поплавковий винищувач SSD I і два легких спортивних моноплана конструкції Ретхеля і L 1 Хоффмана. На початку 30-х з'явилися два нових літаки — винищувач Ar 64 та навчальний біплан Ar 66.
«Арадо» в авіаційних колах відзначався як визнаний розробник нових машин, але не їх виробник — жоден з цих літаків не був запущений в серійне виробництво.
6 вересня 1934 «Арадо» придбала колишній сталеливарний завод в Бранденбург-Нюендорфе для заснування філії, роботи на якому почалися в грудні 1934, а перший літак — Ar 66, було виготовлено 11 квітня 1935. З початком Другої світової війни до заводів в Варнемюнді і Бранденбург/Нейєндорфі додалося і виробництво в Бабельсбергу під Берліном, який став ядром цілого комплексу, що включав також і допоміжні виробництва.

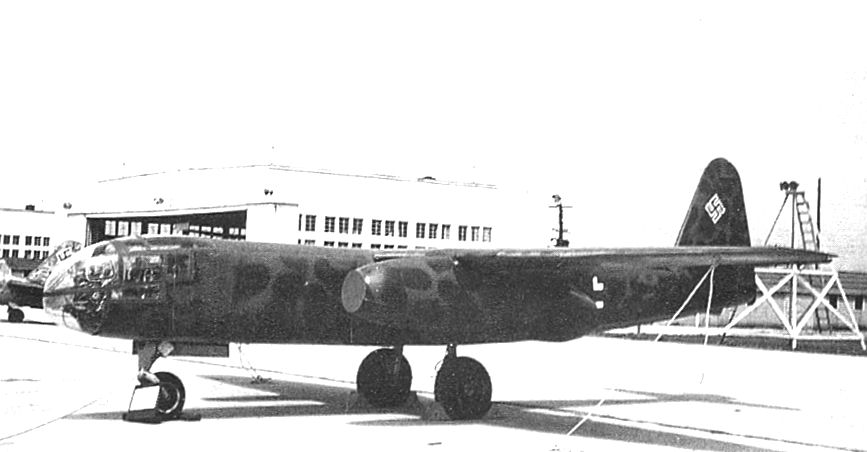
Ar 234 «Blitz»

Від заснування і до кінця Другої світової війни, «Арадо» розробила і побудувала багато пасажирських, навчальних і рекордних літаків, а у воєнний час — транспортні літаки, бомбардувальники та винищувачі — сухопутного та морського базування. Як основний субпідрядник випускав літаки та вузли продукції інших літакобудівних компаній, зокрема: «Хейнкель» (He 111 і He 177), «Мессершмітт», «Юнкерс» (Ju 88) і «Фокке-Вульф» (Fw 190), при цьому, більшість літаків власної розробки, виготовлялися за ліцензією іншими фірмами. Із тисяч літаків випущених цим концерном, тільки малу частину складали його власні розробки, але деякі з них залишили помітний слід в історії авіації, зокрема: навчальний Ar 96 (до 1949 продовжував вироблятися в Чехословаччині на авіапідприємствах «Avia» і «Letov»), багатоцільовий корабельний гідролітак Ar 196 та транспортник оригінальної конструкції Ar 232. Завершенням 20-річної історії компанії, стала розробка і серійне виробництво першого в світі реактивного бомбардувальника, що брав участь у бойових діях — Ar 234 «Blitz», котре розпочалося на заводі в Бранденбург-Нюендорфе з середини 1944 та припинилося у травні 1945.
Завод був ціллю багатьох повітряних нальотів союзників, проте продовжував виробництво протягом всієї війни.
На всіх підприємствах «Арадо», в різні роки працювало:
- 1929 — 100 чоловік
- липень 1935 — 3749 чоловік
- 1938 — 14 090 чоловік
- 1942 — 22 000 німецьких співробітників та близько 4000 іноземних
- кінець 1942 — 9300 німецьких працівників та 17 600 іноземних робітників, в тому числі працюючих примусово
- 30 червня 1944 — компанією зафіксовано найбільша кількість співробітників — 30 670

## Повоєнний період
Після закінчення війни, будівлі заводу було використано для казарм радянських військ. Після Потсдамської конференції, обладнання, як репарації, було вивезено до Радянського Союзу. Остаточно компанія була ліквідована у 1961. Станом на початок 2017, в колишній будівлі управління компанії, розташовано податкову службу Віттенбергу, кілька інших будівель були перетворені в житлові будинки.

## Літаки «Arado Flugzeugwerke»
- L I, спортивний
- L II, спортивний

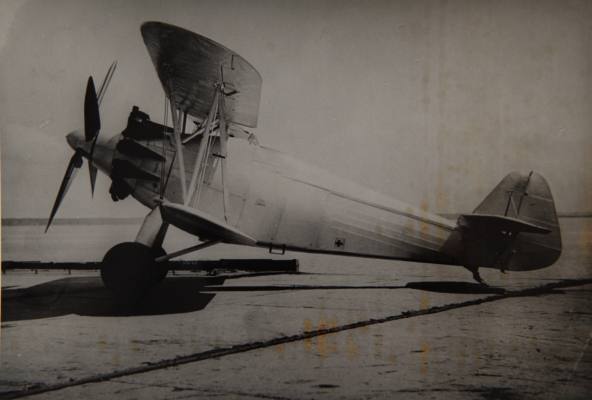
Ar 64

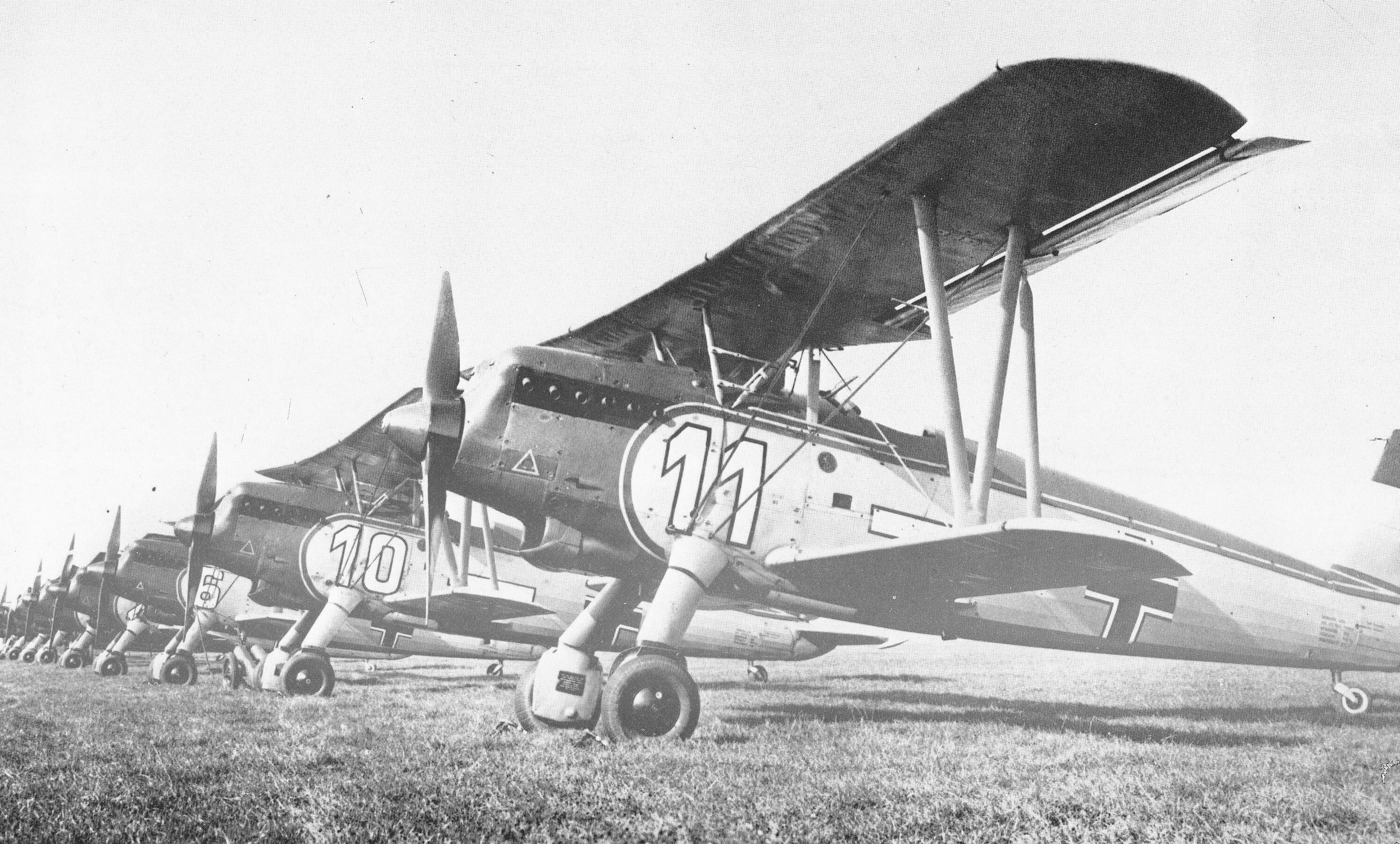
Ar 68

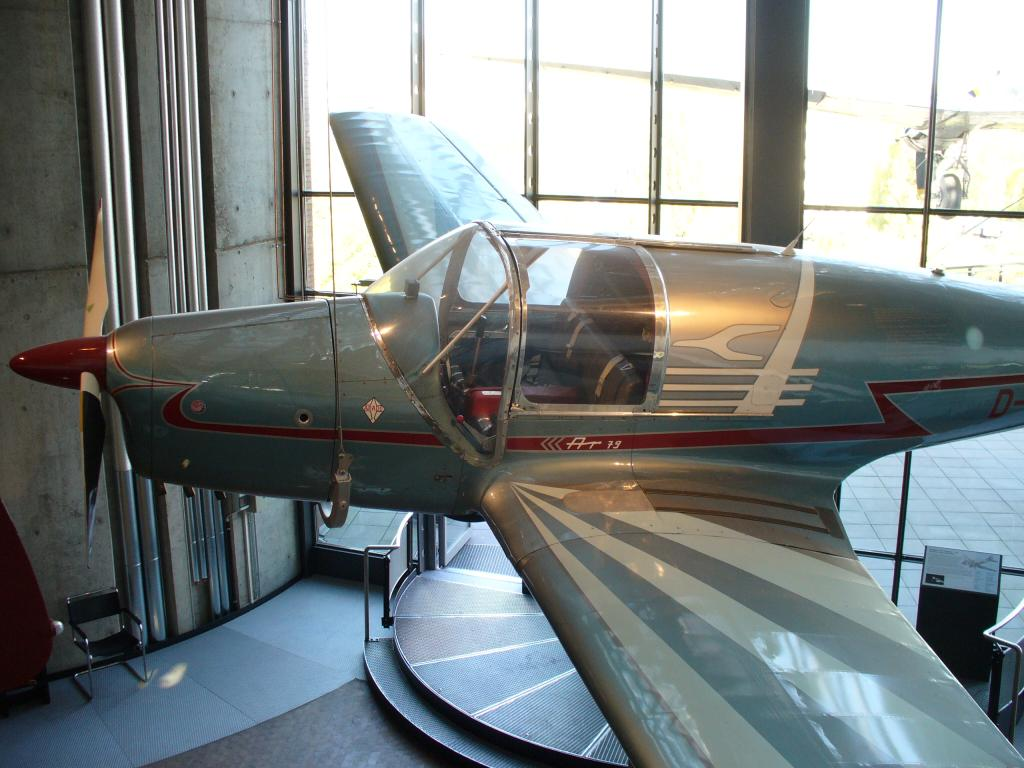
Ar 79

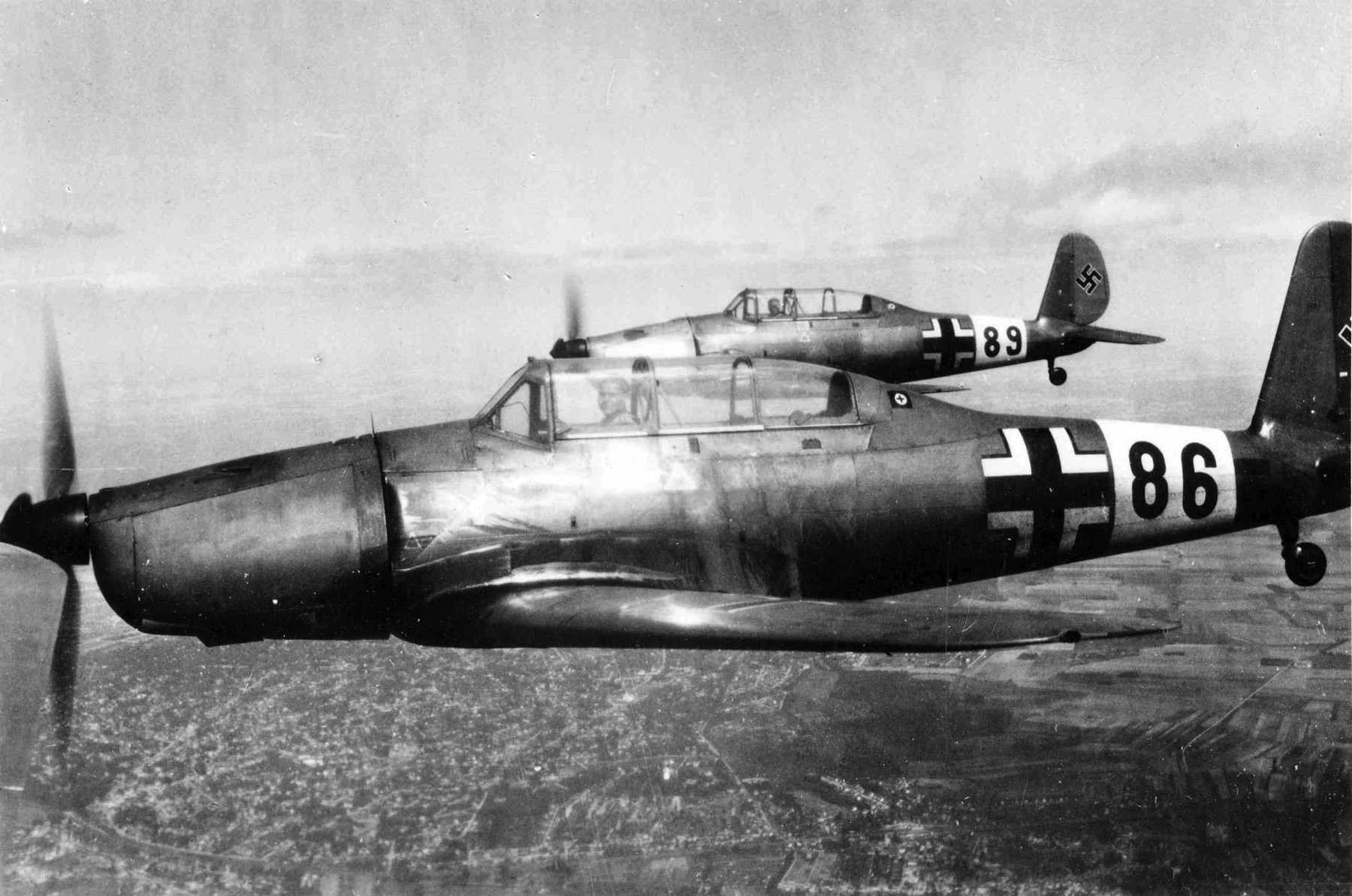
Ar 96

- С.І, цивільний навчально-тренувальний літак
- S III, цивільний навчально-тренувальний літак
- SC I, цивільний навчально-тренувальний літак
- SC II, цивільний навчально-тренувальний літак
- SD I, винищувач (прототип)
- SD II, винищувач (прототип)
- SD III, винищувач (прототип)
- SSD I, гідролітак винищувач (прототип)
- V I, пасажирський літак
- W 2, цивільний навчально-тренувальний гідролітак
- Ar 64, біплан-винищувач
- Ar 65, винищувач/навчально-тренувальний літак (вдосконалений Ar 64)
- Ar 66, навчально-тренувальний літак. Під час німецько-радянської війни — нічний винищувач і штурмовик
- Ar 67, біплан-винищувач (прототип)
- Ar 68, біплан-винищувач
- Ar 69, навчальний літак (прототип)
- Ar 76, біплан-винищувач та навчально-тренувальний літак
- Ar 77, навчально-тренувальний літак
- Ar 79, спортивний і туристичний літак
- Ar 80, винищувач (прототип)
- Ar 81, двомісний пікіруючий бомбардувальник
- Ar 95, біплан, прибережного патрулювання поплавковий гідролітак
- Ar 96, навчально-тренувальний літак
- Ar 195, літак палубної авіації зі складним крилом
- Ar 196, багатоцільовий корабельний розвідувальний і прибережного патрулювання поплавковий гідролітак
- Ar 197, морський біплан-винищувач (модернізований Ar 68)
- Ar 198, літак-розвідник (прототип)
- Ar 199, навчально-тренувальний гідролітак
- Ar 231, літак базування на підводному човні для повітряної розвідки зі складним крилом (прототип)
- Ar 232 «Tausendfüßler» (укр. Багатоніжка), транспортний
- Ar 233, гідролітак (проєкт)
- Ar 234 «Blitz», перший у світі серійний реактивний бомбардувальник
- Ar 240, важкий винищувач
- Ar 340, бомбардувальник
- Ar 396, навчально-тренувальний
- Ar 440, висотний винищувач (проєкт припинено)
- Ar 532, транспортний (проєкт припинено)[8]